# Rives (Lot-et-Garonne)
Rives ist eine französische Gemeinde mit 195 Einwohnern (Stand 1. Januar 2022) im Département Lot-et-Garonne in der Region Nouvelle-Aquitaine (vor 2016: Aquitanien). Die Gemeinde gehört zum Arrondissement Villeneuve-sur-Lot und zum Kanton Le Haut Agenais Périgord.
Die Einwohner werden Rivois und Rivoises genannt.

## Geographie
Rives liegt circa 30 Kilometer nördlich von Villeneuve-sur-Lot in der historischen Provinz Agenais an der nördlichen Grenze zum benachbarten Département Dordogne.
Umgeben wird Rives von den vier Nachbargemeinden:
|                  | Beaumontois en Périgord (Dordogne)          |       |
| Mazières-Naresse | Kompassrose, die auf Nachbargemeinden zeigt | Rayet |
|                  | Villeréal                                   |       |

Rives liegt im Einzugsgebiet des Flusses Garonne.
Der Dropt, ein Nebenfluss der Garonne, durchquert das Gebiet der Gemeinde ebenso wie seine Nebenflüsse,
- der Brayssou mit seinem Nebenfluss,
  - dem Ruisseau de Pont Traucat, und
- der Vieux Dropt mit seinem Nebenfluss,
  - dem Ruisseau du Martinet, der in Rives entspringt.[2]

## Geschichte
Die Besiedelung des Gemeindegebiets erfolgte bereits in früher Zeit, wie Überreste eines Oppidums belegen, die bei archäologischen Grabungen entdeckt wurden. Im Mittelalter gehörte das Dorf zum Erzpriestertum von Capdrot, ab 1490 von Monpazier. Erst im 19. Jahrhundert trat die Pfarrgemeinde in das Bistum Agen ein. In den Jahren 1631 und 1632 befiel eine Pestepidemie den Ort und führte zu zahlreichen Opfern. Der Pfarrer Jean Gontier, der die Gemeinde über 64 Jahre leitete, entschied sich für eine Verlegung der Verstorbenen, die zunächst in den benachbarten Feldern begraben worden waren, in den Gemeindefriedhof. Da Rives am Ufer eines Flusses liegt, gab es zahlreiche Wassermühlen, die teilweise heute noch zu sehen sind. Die Mühle Ricard ist heute ein Wohnhaus, die Mühle Pradagé ist zerfallen, die Mühle Rives hingegen ist sogar noch betriebsbereit.
Im Jahre 1972 wurde Rives nach Villeréal eingemeindet, im Jahre 1981 wurde Rives wieder eigenständig.

## Einwohnerentwicklung
Nach Beginn der Aufzeichnungen stieg die Einwohnerzahl bis zur ersten Hälfte des 19. Jahrhunderts auf einen Höchststand von rund 695. In der Folgezeit sank die Größe der Gemeinde bei kurzen Erholungsphasen bis zu den 1980er Jahren auf rund 200 Einwohner, bevor sie sich auf ein Niveau von rund 230 Einwohnern stabilisierte.
| Jahr      | 1962 | 1968 | 1975 | 1982 | 1990 | 1999 | 2006 | 2011 | 2022 |
| --------- | ---- | ---- | ---- | ---- | ---- | ---- | ---- | ---- | ---- |
| Einwohner | 239  | 228  | 200  | 202  | 223  | 216  | 226  | 236  | 195  |

## Pfarrkirche Saint-Pierre-ès-Liens

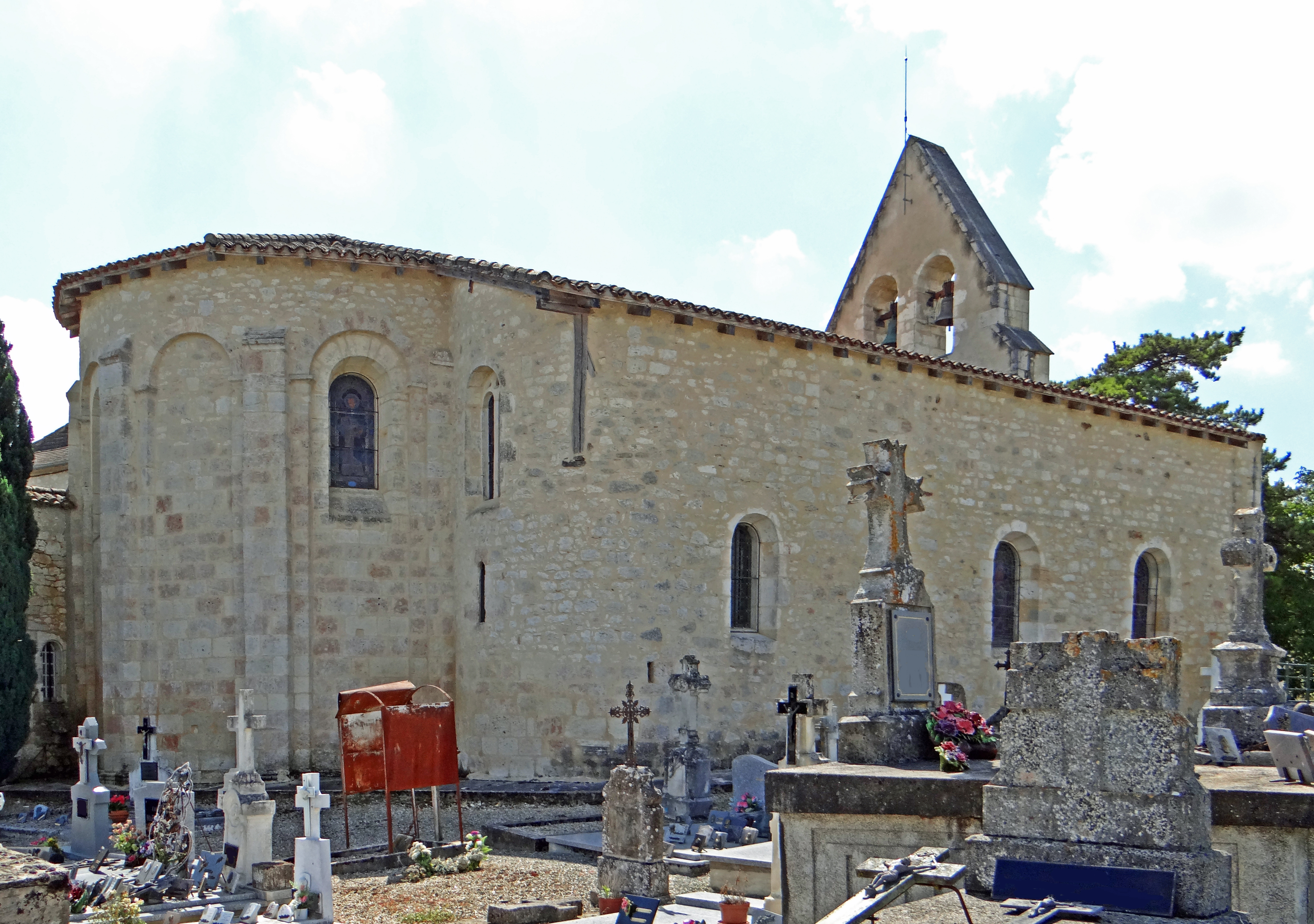
Pfarrkirche Saint-Pierre-ès-Liens

Sie war ursprünglich die Kapelle eines Priorats des Benediktinerordens der Abtei in Aurillac. Während der ersten Hugenottenkriegen wurde das als Festung ausgebaute Priorat zusammen mit der Kapelle zerstört. In der Folge wurde die Kapelle die Pfarrkirche der Gemeinde. Vom ursprünglichen Bau aus dem 12. Jahrhundert sind nur die große Apsis und die rechte Apsidiole bewahrt worden. Während das Langhaus vermutlich nur ein Kirchenschiff barg, so sind es heute drei. Es ist mit einem dreieckigen Glockengiebel abgeschlossen. Vom früheren Kirchenschiff existieren nur noch zwei große Kapitelle. Eines ist mit einem Flechtband verziert und über dem Eingang der Kirche in die Wand eingelassen. Das andere ist im Inneren ausgestellt und zeigt zwei Mönche in Robe und Mantel unter zwei Arkaden. Die große Apsis ist verschönert mit gewölbten Arkaden auf zwei Ebenen mit drei Figurenkapitellen und weiteren Kapitellen, die mit Flechtbändern und Voluten verziert sind. An der Außenwand der Kirche sind Fragmente von Skulpturen verbaut worden, die vermutlich aus dem Mittelalter stammen und von einem früheren Gebäude als Baumaterial wiederverwendet wurden.
Die Kirche ist seit dem 20. Juni 1950 als Monument historique eingeschrieben. Sie birgt im Inneren drei Ausstattungsgegenstände aus dem 18. und 19. Jahrhundert, die als Monument historique der beweglichen Güter eingeschrieben sind. Es handelt sich um eine Prozessionsfahne, einen Schrank und einen Kelch aus vergoldetem Silber.

## Blockhaus
Es besteht ein generelles ethnologisches Interesse an diesen Bauten, die zwischen dem 14 und dem 17. Jahrhundert in dem Gebiet gebaut wurden. Beim Bau wurden Bohlen aufeinandergestapelt und in Fachwerkart verbaut. Das Gebäude im Weiler Lonzaygues erstreckt sich auf eine Erdgeschoss und ein erstes Stockwerk, das an allen vier Ecken Galerien besitzt. Das Erdgeschoss ruht auf Feuersteinblöcken und ist ursprünglich einzeln errichtet worden, wie an den beim Bau des ersten Stockwerks verschlossenen Kaminen zu erkennen ist. Die Mauerflächen der ersten Etage sind aus Holz und Lehm geschaffen. Die Galerien werden von dicken Pfosten getragen, die auf Feuersteinblöcken ruhen. Das Haus ist heute im Besitz einer Privatperson. Es ist seit dem 26. Januar 1998 als Monument historique klassifiziert.

## Wirtschaft und Infrastruktur

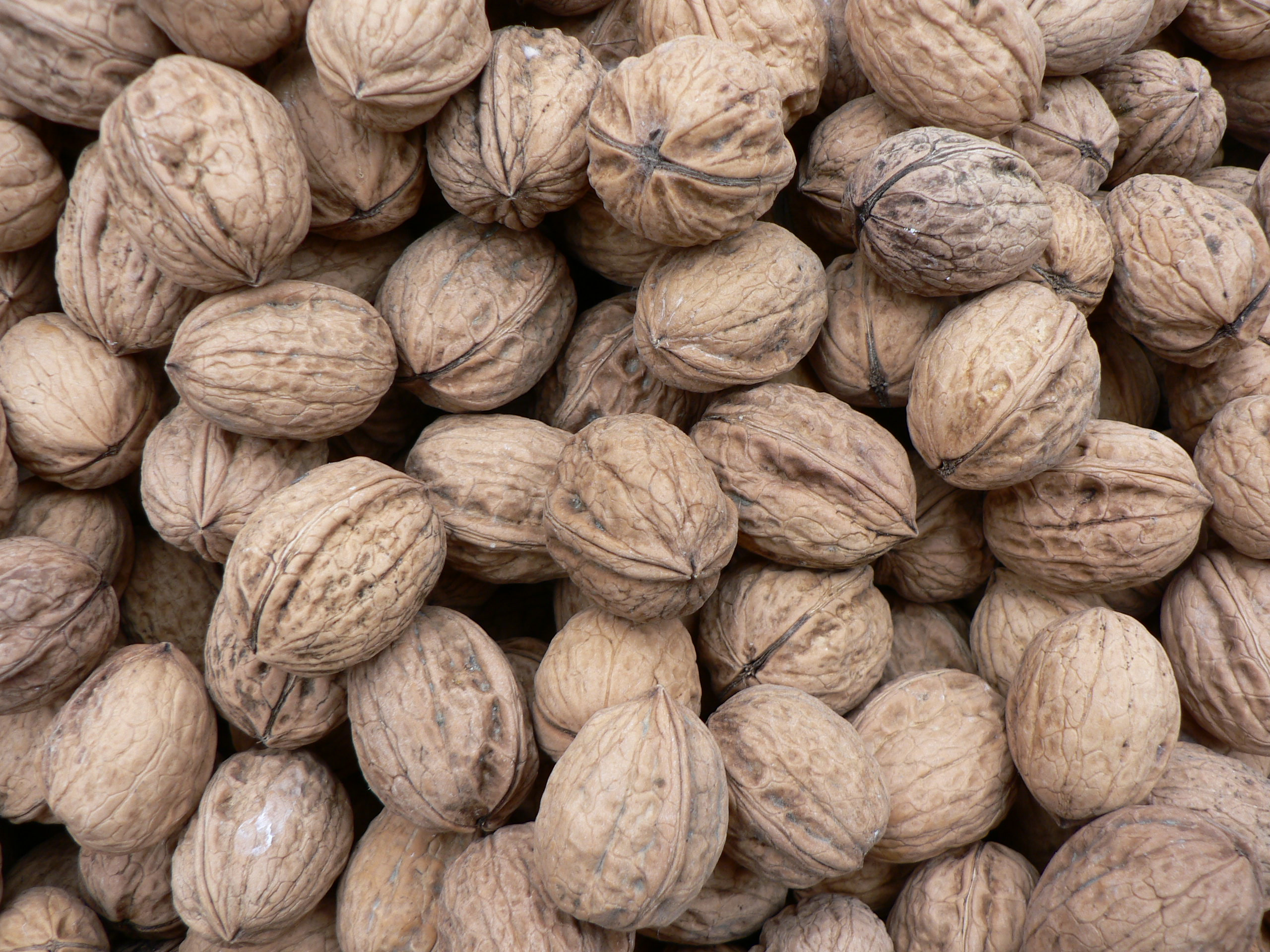
Walnüsse

Rives liegt in den Zonen AOC der Walnüsse des Périgord und des Nussöls des Périgord.

### Verkehr
Rives wird durchquert von den Routes départementales 207, 250 und 676.

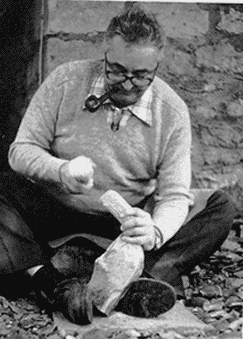
François Bordes bei einem Experiment

## Persönlichkeiten
François Bordes, geboren am 30. Dezember 1919 in Rives, gestorben am 30. April 1981 in Tucson, Arizona, war ein französischer Archäologe und Spezialist für das Paläolithikum. Außerdem war er Autor mehrerer Science-Fiction-Bücher, die er unter dem Pseudonym Francis Carsac verfasste.